# TV Tropes
TV Tropes är en wiki som samlar troper från TV-serier, film, datorspel och annan populärkultur. Den var ursprungligen främst inriktad på serien Buffy och vampyrerna.

### Fotnoter
1. ↑  Zachary Pincus-Roth (28 februari 2010). ”TV Tropes identifies where you've seen it all before” (på engelska). Los Angeles Times. http://articles.latimes.com/2010/feb/28/entertainment/la-ca-tropes28-2010feb28. Läst 12 april 2016.